# Алиби (группа)
«Алиби» — украинский музыкальный дуэт, датой рождения которого считается 6 апреля 2001 года. Участницы дуэта — родные сёстры Анна Завальская (род. 16 июня 1982) и Ангелина Завальская (род. 10 ноября 1983).
По сообщению ряда СМИ, группа распалась в апреле 2012 года, что однако опровергается самими сёстрами Завальскими. В частности, в мае 2012 года они были ведущими и участницами IX шоу-программы награждения победителей конкурса торговых марок «Фавориты Успеха».

## Творчество до «Алиби»
Анна и Ангелина поют с пяти лет сначала в составе фольклорного коллектива «Струмочек», лауреата 17 международных фестивалей, где руководителем был их отец Александр Андреевич Завальский.
Когда девочкам было 7-9 лет появляется дуэт «Алга», они принимают участие в детском музыкальном телеконкурсе «Фант-Лотто Надежда».
Участвовали в музыкальном теле-конкурсе «Звезды, на сцену!», с 1996 года вели на Первом Национальном Канале этот конкурс. В 1996 году появился дуэт «Визави», Ангелина начинает писать музыку, а Анна стихи.
В 1998 года сестры Завальские вошли в состав девичьего квартета «Капуччино», в составе которого записали два альбома: «Капли дождя» (1999 г.) и «Девушка с востока» (2000 г.), а также отсняли четыре клипа: «Капуччино», «Милый мальчик», «Новая сказка» и «Не смотри на меня».
В марте 2000 года Аня и Алина, посоветовавшись с отцом и сопродюсером Александром Андреевичем Завальским, приняли решение покинуть группу.

## «Алиби»
За продюсирование «Алиби» взялся отец девушек — Александр Андреевич Завальский. Поначалу в творчестве дуэта принимал участие композитор, исполнитель и саунд-продюсер Дмитрий Климашенко. За время работы с Д. Климашенко группа выпустила два сингла: «Алиби» (именно он стал решающим для названия группы) и «На Різдво» (рус. «На Рождество»), записала два видеоклипа: «Алиби» и «Две слезы», а также альбом «Две слезы».

### Дискография
- «Да или нет» (2003)
- «С чистого листа» (2004)
- «Отражение души» (2006)
- «Мелодия дождя» (2007)
- «ALIBI. THE BEST» (2010)
- «Alibi Folk» (2011)

## Видеография

### В составе группы «Алиби»
| Год  | Клип                     | Режиссёр                | Альбом            |
| ---- | ------------------------ | ----------------------- | ----------------- |
| 2002 | «Да или нет»             | Максим Паперник         | «Да или нет»      |
| 2003 | «Flamenco»               | Фёдор Бондарчук         | «Да или нет»      |
| 2004 | «С чистого листа»        | Максим Паперник         | «С чистого листа» |
| 2005 | «Табу»                   | Алан Бадоев             | «С чистого листа» |
| 2005 | «Bachata feat. Lou Bega» | А.Тишкин & В.Придувалов | «Отражение души»  |
| 2006 | «Шаги по краю»           | Алан Бадоев             | «Отражение души»  |
| 2007 | «Считалочка»             | Игорь Иванов            | «Мелодия дождя»   |
| 2007 | «Мелодия дождя»          | Алан Бадоев             | «Мелодия дождя»   |
| 2008 | «Не для прессы»          | Виктор Придувалов       | «Алиби. The Best» |
| 2008 | «Сны о тебе»             | Алан Бадоев             | «Алиби. The Best» |
| 2009 | «Ты должен знать»        | Филипп Ли               | «Без лишних слов» |
| 2010 | «Оригами»                | А.Филатович             | «Без лишних слов» |
| 2010 | «Без лишних слов»        | Сергея Ткаченко         | «Без лишних слов» |
| 2011 | «Бей посуду!»            | Андрей Рожен            | «Без лишних слов» |

### Сольно Анна Завальская
| Год  | Клип                  | Режиссёр          | Альбом |
| ---- | --------------------- | ----------------- | ------ |
| 2012 | «Город»               | Евгений Тимохин   | «TBA»  |
| 2013 | «Виниловые сердца»    | Мария Маслий      | «TBA»  |
| 2013 | «Отголоски лета»      | Филипп Ли         | «TBA»  |
| 2015 | «Crime & Retribution» | Евгений Купоносов | «TBA»  |

### Сольно Ангелина Завальская
| Год  | Клип      | Режиссёр    | Альбом |
| ---- | --------- | ----------- | ------ |
| 2012 | «Mayday»  | Алан Бадоев | «TBA»  |
| 2013 | «А может» | Семён Горов | «TBA»  |

### Награды
- Национальная премия «Золотая Жар-птица» на «Таврийских играх» (за песню «С чистого листа»)
- 2004 — Премия фестиваля «Песня года» (за песню «Исповедь»)
- 2005 — Премия фестиваля «Песня года» (за песню «Табу»)
- Награда «Золотой диск» (за альбом «Отражение души», который разошёлся по Украине тиражом более 50 000 экземпляров)
- 2006 — Награда российского фестиваля «Лучшие из Лучших» в номинации «Лучший зарубежный проект года»[1].

## Интересные факты
- В марте 2003 года «Алиби» выступили в «Лужниках» на одном концерте со всемирно-известным исполнителем Shaggy.